# Lauren Hemp
Lauren Hemp (North Walsham, 2000. augusztus 7. –) MBE, világbajnoki ezüstérmes, Európa-bajnok angol női válogatott labdarúgó, a Manchester City támadója.

## Pályafutása

### A válogatottban
Tagja volt a 2022-es hazai rendezésű Európa-bajnokságon győztes angol válogatottnak, egy évvel később pedig a 2023-as világbajnokságon ezüstérmet szerzett Angliával.

## Sikerei

### Klubcsapatokban
Angol kupagyőztes (1):
- Manchester City (1): 2019

 Angol ligakupa-győztes (1):
- Manchester City (1): 2022

### A válogatottban
Anglia
- Európa-bajnok: 2022
- Világbajnoki ezüstérmes: 2023
- Finalissima győztes: 2023
- U20-as világbajnoki bronzérmes: 2018[2]
- SheBelieves-kupa bronzérmes (1): 2020[3]
- Arnold Clark-kupa győztes (2): 2022,[4] 2023[5]

### Egyéni
- Az év fiatal játékosa (PFA) (4): 2017–18, 2019–20,[6] 2020–21,[7]2021–22,[8]